# زقيتش
زقيتش (بالفارسية: زقیچ) هي قرية تقع في قسم كاخك الريفي في إيران.